# حبيب آل جميع
الشيخ حبيب بن محمد بن دخيل آل جميع (1385 هـ - الآن). هو رجل دين شيعي قطيفي معاصر، وهو مؤلِّف لعدد من الكتب الإسلاميَّة المتنوعة، ويعمل محققاً للكتب مع مؤسسة البقيع لإحياء التراث، وساهم في تحقيق وإخراج عدد من الكتب لمؤلِّفين متوفين.

## مؤلفاته
| - معجم المؤلفات الشيعية في الجزيرة العربية. فهرس شامل لمؤلَّفات الشيعة الإثني عشريَّة في الجزيرة العربية، وبالخصوص في منطقتي القطيف والأحساء. - زينب بطولة وجهاد. كتاب في أحوال زينب بنت علي بن أبي طالب. - الشيخ أحمد آل طعان حياته وشعره. يتحدَّث فيه عن سيرة الشيخ الشيعي أحمد آل طعان. - الشيخ إبراهيم القطيفي العالم المجتهد. كتاب في أحوال الشيخ الشيعي إبراهيم القطيفي. | - ابن معصوم المدني عالماً شاعرا. - تربية الطفل وفق منظور إسلامي. - الذنوب أسبابها وعقابها. - الفرقة الناجية. - العباس نموذج للإقتداء الإنساني. |